# Clemens Höpfner
Clemens Höpfner (* 1979 in Engen) ist ein deutscher Jurist und Hochschullehrer an der Universität zu Köln.

## Leben
Höpfner studierte von 1999 bis 2004 Rechtswissenschaften an der Universität Konstanz. Nachdem er dort 2004 sein Erstes Juristisches Staatsexamen abgelegt hatte, arbeitete er als Wissenschaftlicher Mitarbeiter von Bernd Rüthers an dessen Konstanzer Lehrstuhl. Von 2006 bis 2008 leistete Höpfner sein Referendariat am Oberlandesgericht Karlsruhe ab. 2007 schloss er während seines Referendariats seine Promotion unter der Betreuung von Rüthers ab. Nach seinem Zweiten Staatsexamen 2008 arbeitete Höpfner als Akademischer Rat auf Zeit am Institut für Arbeits- und Wirtschaftsrecht an der Universität zu Köln.
2014 schloss Höpfner unter Betreuung von Martin Henssler in Köln seine Habilitation ab und erhielt die venia legendi für die Fächer Bürgerliches Recht, Arbeitsrecht, Handels- und Gesellschaftsrecht, Europäisches Privatrecht und Rechtstheorie. Bereits im Wintersemester 2011/12 und dem folgende Wintersemester hatte er Lehraufträge an den Universitäten Konstanz und Düsseldorf wahrgenommen. Im Wintersemester 2014/15 und dem folgenden Sommersemester vertrat er in Nachfolge von Karl-Heinz Fezer den Lehrstuhl für Bürgerliches Recht, Recht der Wirtschaftsordnung und Recht der internationalen Wirtschaftsbeziehungen an der Universität Konstanz. Nachdem er zuvor Rufe der EBS Law School und der Universität Bochum abgelehnt hatte, hatte Höpfner den Konstanzer Lehrstuhl vom Wintersemester 2015/16 bis zum Sommersemester 2017 inne. Von 2017 bis 2022 war er geschäftsführender Direktor des Instituts für Arbeits-, Sozial- und Wirtschaftsrecht, Abt. II an der Westfälischen Wilhelms-Universität in Münster und Inhaber des Lehrstuhls für Bürgerliches Recht, Arbeitsrecht, Wirtschaftsrecht und Rechtstheorie. Seit April 2022 ist Höpfner geschäftsführender Direktor des Instituts für Arbeits- und Wirtschaftsrecht der Universität zu Köln.
Clemens Höpfner ist verheiratet und Vater von drei Kindern.

## Veröffentlichungen (Auswahl)
- Die systemkonforme Auslegung: Zur Auflösung einfachgesetzlicher, verfassungsrechtlicher und europarechtlicher Widersprüche im Recht. Mohr Siebeck, Tübingen 2008, ISBN 978-3-16-149669-1. (Dissertation)
- Christian Deckenbrock & Clemens Höpfner: Bürgerliches Vermögensrecht - Grundlagen des Wirtschaftsprivatrechts. 2. Auflage. Nomos, Baden-Baden 2015, ISBN 978-3-8252-3766-0.
- Die Tarifgeltung im Arbeitsverhältnis - Historische, ökonomische und legitimatorische Grundlagen des deutschen Koalitions- und Tarifvertragsrechts. Nomos, Baden-Baden 2015, ISBN 978-3-8487-2007-1. (Habilitationsschrift)
- Clemens Höpfner, Hagen Lesch, Helena Schneider, Sandra Vogel: Tarifautonomie und Tarifgeltung – Zur Legitimation und Legitimität der Tarifautonomie im Wandel der Zeit. Duncker & Humblot, Berlin 2021, ISBN 978-3-428-18422-4.